# Bodo Kirchhoff
Bodo Kirchhoff (Hamburgo, 6 de julho de 1948) é um escritor e roteirista alemão, que publica narrativas, romances e roteiros.
Filho da atriz e romancista Evelyn Peters.

## Condecoração selecionadas
- 1999: Bayerischer Filmpreis
- 2001: Rheingau Literatur Preis
- 2002: Deutscher Kritikerpreis
- 2002: Preis der LiteraTour Nord
- 2008: Carl-Zuckmayer-Medaille
- 2018: Placa Goethe da Cidade de Frankfurt am Main[2]

## Obras selecionadas
- Ohne Eifer, Ohne Zorn. Novelle. Suhrkamp, Frankfurt am Main 1979, ISBN 3-518-03430-8. Neuausgabe 2013, Frankfurter Verlagsanstalt, Frankfurt am Main ISBN 978-3-627-00193-3
- Das Kind oder Die Vernichtung von Neuseeland. Schauspiel. Suhrkamp, Frankfurt am Main 1978, DNB 790146029 Uraufführung Saarbrücken 1979
- Die Einsamkeit der Haut. Erzählung. Suhrkamp, Frankfurt am Main 1981 ISBN 3-518-03431-6
- Zwiefalten. Roman. Suhrkamp, Frankfurt am Main 1983 ISBN 3-518-04514-8
- Mexikanische Novelle. Suhrkamp, Frankfurt am Main 1984 ISBN 3-518-04697-7
- Infanta. Roman. Suhrkamp, Frankfurt am Main 1990 ISBN 3-518-40289-7. Neuaufl. Frankfurter Verlagsanstalt, Frankfurt am Main 2006 ISBN 978-3-627-00138-4
- Der Sandmann. Roman. Suhrkamp, Frankfurt am Main 1992 ISBN 3-518-40481-4
- Gegen die Laufrichtung. Novelle. Suhrkamp, Frankfurt am Main 1993 ISBN 3-518-40541-1. Neuaufl. Frankfurter Verlagsanstalt, Frankfurt am Main 2013 ISBN 978-3-627-00194-0
- Die Weihnachtsfrau. Frankfurter Verlagsanstalt, Frankfurt am Main 1997 ISBN 3-627-00059-5
- Manila. Filmbuch. Suhrkamp, Frankfurt am Main 2000 ISBN 978-3-518-39660-5
- Parlando. Roman. Frankfurter Verlagsanstalt, Frankfurt am Main 2001 ISBN 3-627-00084-6[3]
- Schundroman. Frankfurter Verlagsanstalt, Frankfurt 2002, ISBN 978-3-627-00095-0.
- Wo das Meer beginnt. Frankfurter Verlagsanstalt, Frankfurt am Main 2004 ISBN 3-627-00115-X
- Die kleine Garbo. Frankfurter Verlagsanstalt, Frankfurt am Main 2006 ISBN 3-627-00130-3
- Der Prinzipal. Frankfurter Verlagsanstalt, Frankfurt am Main 2007 ISBN 978-3-627-00139-1
- Eros und Asche. Ein Freundschaftsroman. Frankfurter Verlagsanstalt, Frankfurt am Main 2007 ISBN 978-3-627-00143-8
- Erinnerungen an meinen Porsche. Roman. Hoffmann und Campe 2009 ISBN 978-3-455-40184-4
- Die Liebe in groben Zügen. Roman. Frankfurter Verlagsanstalt, Frankfurt am Main 2012 ISBN 978-3-627-00183-4
- Verlangen und Melancholie. Roman. Frankfurter Verlagsanstalt, Frankfurt am Main 2014 ISBN 978-3-627-00209-1
- Widerfahrnis. Novelle. Frankfurter Verlagsanstalt, Frankfurt am Main 2016 ISBN 978-3-627-00228-2
- Betreff: Einladung zu einer Kreuzfahrt. Roman. Frankfurter Verlagsanstalt Frankfurt am Main 2017 ISBN 978-3-627-00241-1
- Dämmer und Aufruhr. Roman der frühen Jahre, Frankfurter Verlagsanstalt, Frankfurt am Main 2018, 480p. ISBN 9783627002534.[4]

## Filmes selecionados
- 1997: Tatort: Alptraum, Direção: Bodo Fürneisen
- 2000: Tatort: Nach eigenen Gesetzen, Direção: Josef Rödl
- 2002: Mein letzter Film, Direção: Oliver Hirschbiegel
- 2004: Die Konferenz, Direção: Niki Stein